# Proasellus istrianus
Proasellus istrianus és una espècie de crustaci isòpode pertanyent a la família dels asèl·lids.

## Distribució geogràfica
Es troba a Europa: el territori italià de la península d'Ístria.